# Matt Munisteri
Matthew „Matt“ Munisteri  (* in Brooklyn) ist ein US-amerikanischer Musiker (Banjo, Gitarre, Gesang) und Songwriter, der im Spektrum von Blues, Folk und Jazz arbeitet.

## Leben und Wirken
Munisteri spielte bereits mit neun Jahren Banjo und beschäftigte sich früh mit Country- und Ragtime-Gitarre, Blues, Tin-Pan-Alley-Songs und frühem Jazz. Nach seiner Graduierung an der Brown University in Providence kehrte er nach Brooklyn zurück und begann zunächst, mit französischer Musettemusik und Gypsy-Jazz aufzutreten. Vier Jahre lang war er Gitarrist und Songwriter der Band The Flying Neutrinos um die Sängerin Ingrid Lucia. Er arbeitete als musikalischer Leiter für deren Album The Hotel Child (2000); das von Tommy LiPuma und Al Schmitt produzierte Album stieg auf Platz 6 der Billboard-Jazz-Charts. Seit Anfang der 2000er Jahre arbeitet er im Duo mit Will Holshouser sowie mit dem Trompeter Jon-Erik Kellso (Blue Roof Blues: A Love Letter to New Orleans, 2006). Mit seiner eigenen Band Brock Mumford – benannt nach dem Gitarristen in der Buddy-Bolden-Band – erforschte er das Repertoire von Willard Robison und tourte auch in Europa.
Seit 2004 ist er zudem musikalischer Begleiter von Rachelle Garniez, sowohl auf ihren Alben als auch auf der Konzertbühne. Munisteri arbeitete des Weiteren mit Holly Cole, Gina Leishman, Madeleine Peyroux, Jimmy Scott, Michael Blake, Frank Vignola und Greg Cohen. Er konzertierte in der Konzertreihe Jazz at Lincoln Center mit Mark O’Connor’s Hot Swing, in der Avery Fisher Hall mit Wynton Marsalis und dem Lincoln Center Jazz Orchestra, in der Carnegie Hall mit dem New York Pops Orchestra sowie mit Steven Bernsteins Millennial Territory Orchestra und Vince Giordanos Nighthawks. Er war ein zentraler Solist auf Loudon Wainwrights Album High Wide and Handsome – The Charlie Poole Project, das 2010 mit einem Grammy ausgezeichnet wurde. Ferner hatte er Auftritte mit Kenny Davern, Ed Polcer, Jenny Scheinman, Wycliffe Gordon, mit Geoff Muldaurs Futuristic Ensemble und mit Holshousers Musette Explosion. Er trat auch mehrmals in der NPR-Sendung A Prairie Home Companion auf. Seit 2010 bildet er mit Pete Martinez (Klarinette), Harvey Tibbs (Posaune) und Neil Miner (Bass) die Formation The Earregulars.
Munisteris Musik ist auch in einigen Hollywood-Filmsoundtracks zu hören, wie Eve und der letzte Gentleman (1999), Aviator, Forrester – Gefunden! von 2000 (in dem er auch als Gitarrist zu sehen ist) oder Ghost World (2001).
Tom Lord verzeichnet 61 Studioaufnahmen von Munisteri zwischen 1998 und 2015.

## Diskographische Hinweise
- Love Story (2003)[3]
- Rachelle Garniez & The Fortunate Few: Luckyday (2004, Real Cool Records/Old Cow Music OCM1002)
- Holly Cole: Holly Cole (Alert Music, 2006)
- Rachelle Garniez: Melusine Years (2008, Real Cool Records 837101423748)
- Howard Alden: I Remember Django (Arbors Records, 2010)
- Catherine Russell: Inside This Heart of Mine (World Village, 2010)
- Still Runnin’ Round In The Wilderness. The Lost Music of Willard Robison. Vol 1 (2012, mit Jon-Erik Kellso, Scott Robinson, Matt Ray, Will Holshouser, Danton Boller, Ben Perowsky sowie Rachelle Garniez)
- Musette Explosion: Introducing Musette Explosion (2014, mit Will Holshouser, Marcus Rojas)
- Catherine Russell: Alone Together (2019)
- Steven Bernsteins’ Millennial Territory Orchestra: Tinctures in Time (Community Music, Vol. 1) (2021).
- Steven Bernsteins’s Millennial Territory Orchestra: Good Time Music (Community Music, Vol. 2) (2022)